# ديرغزال
ديرغزال هي إحدى القرى اللبنانية من قرى قضاء زحلة في محافظة البقاع.